# Ван Гунву
Ван Гунву (кит. трад. 王賡武, спр. 王赓武, піньїнь: Wáng Gēngwǔ, акад. Ван Гэнъу трад. 王賡武, упр. 王赓武, піньінь : Wáng Gēngwǔ, палл. : Ван Ген'у, англ. Wang Gungwu, нар. 9 жовтня 1930 року, Сурабая) — сінгапурський учений-історик, який займається вивченням китайської діаспори в Південно-Східній Азії і відносинами Китаю з країнами цього регіону.

## Коротка біографія
Закінчив школу Андерсона в м. Іпох (штат Перак, Малайзія). У 1946—1948 роках навчався в Національному центральному університеті в Нанкіні (не закінчив через те, що почалася Громадянська війна в Китаї). Вивчав історію в Університеті Малайя в Сінгапурі (звання бакалавра і магістра, 1949—1954). У 1957 році закінчив аспірантуру Школи східних і африканський досліджень Лондонського університету, захистивши докторську дисертацію на тему: «Структура влади в Північному Китаї в період п'яти династій». Очолював кафедру історії Університету Малайя (Куала-Лумпур, Малайзія) (1963—1968), кафедру історії Далекого Сходу Австралійського національного університету (1968—1975, 1980—1986). Був директором Школи тихоокеанських досліджень Національного університету Австралії (1975—1980), ректором Гонконзького університету (1986—1995), директором Інституту Східної Азії при Національному університеті Сінгапуру (1997—2000). На даний час професор Факультету гуманітарних і суспільних наук Національного університету Сінгапуру, почесний професор Австралійського національного університету. Член редколегій низки журналів, в тому числі: Journal of Southeast Asian Studies, The China Journal, The China Quarterly, Modern Asian Studies, Japanese Journal of Political Science, China Studies, Pacific Affairs, The Pacific Review, China: an International Journal, Contemporary Southeast Asia, The Round Table, Asian Studies Review, Asian Culture, і Journal of the Malaysian Branch, Royal Asiatic Society. Опублікував понад 20 книг. Пише вірші англійською мовою. Член Малайського відділення Королівського Азійського Товариства [Архівовано 19 листопада 2019 у Wayback Machine.] (Куала-Лумпур)

## Сім'я
Дружина — Маргарет Лім Пінг-тінг; діти: Ван Ши Чанг, Лін Чанг, Г'ю Чанг.

## Нагороди
- Азійська премія культури Фукуока (Японія, 1994)

## Основні публікації
- Pulse (poetry collection) (1950);
- A Short History of the Nanyang Chinese (1959);
- The Cultural Background of the Peoples of Malaysia: Chinese culture (1962, на малайською мовою);
- A Short History of the Nanyang Chinese (1969, 1988);
- The Chineseness of China (1991);
- China and the Chinese Overseas (1991);
- Community and Nation: China, Southeast Asia and Australia (1992);
- China and the Chinese Overseas (1994, на китайській мові);
- The Chinese Way: China's position in international relations (1995).
- Nanhai Trade: The early history of Chinese trade in the South China Sea (1998);
- China and Southeast Asia: Myths, Threats and Culture (1999);
- The Chinese Overseas: From Earthbound China to the Quest for Autonomy (2000);
- Joining the Modern World: Inside and Outside China (2000);
- Do not Leave Home: Migration and the Chinese (2001);
- Anglo-Chinese Encounters since 1800 (2003);
- Divided China: Preparing for Reunification, 883—947 (2007).